# Vörösfarkú pacsirta
A vörösfarkú pacsirta (Ammomanes phoenicura) a madarak osztályának verébalakúak (Passeriformes) rendjébe és a pacsirtafélék (Alaudidae) családjába tartozó faj

## Rendszerezése
A fajt James Franklin brit katona és természettudós írta le 1831-ben, a Mirafra nembe Mirafra phoenicura néven.

## Alfajai
- Ammomanes phoenicura phoenicura (Franklin, 1831)
- Ammomanes phoenicura testacea Koelz, 1951[2]

## Előfordulása
India, Nepál és Pakisztán területén honos. Természetes élőhelyei a szubtrópusi és trópusi száraz füves puszták és cserjések. Állandó, nem vonuló faj.

## Megjelenése
Testhossza 16 centiméter.
|  |

## Életmódja
Magokkal és rovarokkal táplálkozik.

## Szaporodása
Februártól májusig költ.

## Természetvédelmi helyzete
Az elterjedési területe rendkívül nagy, egyedszáma pedig stabil. A Természetvédelmi Világszövetség Vörös listáján nem fenyegetett fajként szerepel.

## Fordítás
- Ez a szócikk részben vagy egészben  a   Rufous-tailed lark című angol Wikipédia-szócikk fordításán alapul.  Az eredeti cikk szerkesztőit annak laptörténete sorolja fel. Ez a jelzés csupán a megfogalmazás eredetét és a szerzői jogokat jelzi, nem szolgál a cikkben szereplő információk forrásmegjelöléseként.